# Línea 3 (Urbanos de Boadilla del Monte)
La línea 3 de la red de autobuses urbanos de Boadilla del Monte une el Ferial de Boadilla con las urbanizaciones Valdecabañas y Bonanza.

## Características
Esta línea une el Ferial de Boadilla y el centro de Boadilla del Monte con las urbanizaciones Pino Centinela, Monte de Las Encinas, Coto de Las Encinas, Valdecabañas y Bonanza.
La línea circula exclusivamente por el término municipal de Boadilla del Monte. Como bien se expresa en la numeración interna del CRTM, recibe el número 3022. El primer dígito corresponde a la línea, en este caso la línea 3. Y los últimos tres dígitos corresponden al municipio por el que circula, en este caso 022 corresponde al municipio de Boadilla del Monte.
La línea no mantiene los mismos horarios todo el año, desde el 1 al 31 de agosto se reducen el número de expediciones los días laborables entre semana (sábados laborables, domingos y festivos tienen los mismos horarios todo el año), además de los días excepcionales vísperas de festivo y festivos de Navidad en los que los horarios también cambian y se reducen.
La línea está operada por la Empresa Boadilla mediante la concesión administrativa VCM-502 - Madrid - Boadilla del Monte (Viajeros Comunidad de Madrid) del Consorcio Regional de Transportes de Madrid.

## Horarios

### 1 septiembre - 31 julio
| Lunes a viernes laborables                               |          |          |          |       |    |       |    |       |    |       |    |       |    |       |    |       |
| L3 Circular: Ferial de Boadilla > Valdecabañas - Bonanza |          |          |          |       |    |       |    |       |    |       |    |       |    |       |    |       |
| 06                                                       | 07       | 08       | 09       | 10    | 11 | 12    | 13 | 14    | 15 | 16    | 17 | 18    | 19 | 20    | 21 | 22    |
| 30                                                       | 10 30 50 | 10 30 50 | 10 30 50 | 10 50 | 30 | 10 50 | 30 | 10 50 | 30 | 10 50 | 30 | 10 50 | 30 | 10 50 | 30 | 10 50 |
| Sábados laborables, domingos y festivos                  |          |          |          |       |    |       |    |       |    |       |    |       |    |       |    |       |
| L3 Circular: Ferial de Boadilla > Valdecabañas - Bonanza |          |          |          |       |    |       |    |       |    |       |    |       |    |       |    |       |
| 06                                                       | 07       | 08       | 09       | 10    | 11 | 12    | 13 | 14    | 15 | 16    | 17 | 18    | 19 | 20    | 21 | 22    |
| 45                                                       | 35       | 35       | 35       | 35    | 35 | 35    | 35 | 35    | 35 | 35    | 35 | 35    | 35 | 35    | 35 | 35    |

### 1 - 31 agosto
| Lunes a viernes laborables                               |       |    |       |    |    |       |    |       |    |       |    |       |    |    |    |    |
| L3 Circular: Ferial de Boadilla > Valdecabañas - Bonanza |       |    |       |    |    |       |    |       |    |       |    |       |    |    |    |    |
| 06                                                       | 07    | 08 | 09    | 10 | 11 | 12    | 13 | 14    | 15 | 16    | 17 | 18    | 19 | 20 | 21 | 22 |
| 30                                                       | 10 50 | 30 | 10 50 | 50 | 30 | 10 50 | 30 | 10 50 | 30 | 10 50 | 30 | 10 50 | 30 | 30 | 30 | 30 |
| Sábados laborables, domingos y festivos                  |       |    |       |    |    |       |    |       |    |       |    |       |    |    |    |    |
| L3 Circular: Ferial de Boadilla > Valdecabañas - Bonanza |       |    |       |    |    |       |    |       |    |       |    |       |    |    |    |    |
| 06                                                       | 07    | 08 | 09    | 10 | 11 | 12    | 13 | 14    | 15 | 16    | 17 | 18    | 19 | 20 | 21 | 22 |
| 45                                                       | 35    | 35 | 35    | 35 | 35 | 35    | 35 | 35    | 35 | 35    | 35 | 35    | 35 | 35 | 35 | 35 |

Paso por la urbanización Valdecabañas aproximadamente 10 minutos después de su salida del Ferial de Boadilla. Duración del recorrido circular completo aproximadamente 45 minutos.

## Recorrido y paradas
| Código                                                                                                | Parada                                       | Común con                   | Conexiones con Metro Ligero |
| --- | -------------------------------------------- | --------------------------- | --------------------------- |
| 17172                                                                                                 | Ctra. Villaviciosa - Est. Ferial de Boadilla | 566 567 573 575 2           | Ferial de Boadilla          |
| 09915                                                                                                 | Ctra. Villaviciosa - Guardia Civil           | 566 567 575 2               |                             |
| 15568                                                                                                 | Ctra. Majadahonda - Av. Adolfo Suárez        | 566 567 571 573 574 575 1 2 |                             |
| 15065                                                                                                 | Ctra. Majadahonda - Est. Boadilla Centro     | 566 567 571 573 574 575 1 2 | Boadilla Centro             |
| 12076                                                                                                 | Ctra. M-516 - Urb. Pino Centinela            | 565 567                     |                             |
| 12077                                                                                                 | Ctra. M-516 - Urb. Monte de Las Encinas      | 565 567                     |                             |
| 21230                                                                                                 | Ctra. M-516 - Urb. Coto de Las Encinas       | 565 567                     |                             |
| 17345                                                                                                 | Comunidad Canaria - Ctra. M-516              |                             |                             |
| 20119                                                                                                 | Playa del Sardinero - Comunidad de Madrid    |                             |                             |
| 11281                                                                                                 | Playa del Sardinero - Gta. Alcalde de Fabra  |                             |                             |
| 08804                                                                                                 | Playa de La Concha - Playa Formentor         | 567                         |                             |
| La hora de paso por esta parada es aproximadamente 10 minutos después de salir del Ferial de Boadilla |                                              |                             |                             |
| 08806                                                                                                 | Playa de La Concha - Playa de Altea          | 567                         |                             |
| 17348                                                                                                 | Playa de Riazor - Playa de Comillas          |                             |                             |
| 17349                                                                                                 | Playa de Riazor - Playa de Ribadeo           |                             |                             |
| 17350                                                                                                 | Playa de Sitges - Playa de Ribadeo           |                             |                             |
| 17351                                                                                                 | Playa de Castrourdiales - Playa de Mojácar   |                             |                             |
| 17352                                                                                                 | Playa de Castrourdiales - Vallefranco        |                             |                             |
| 08813                                                                                                 | Playa de Castrourdiales - Playa La Lanzada   | 567 2                       |                             |
| 08809                                                                                                 | Playa de Altea - Playa de Benidorm           | 567                         |                             |
| 08807                                                                                                 | Playa de La Concha - Playa de Altea          | 567                         |                             |
| 08805                                                                                                 | Playa de La Concha - Playa Formentor         | 567                         |                             |
| 15564                                                                                                 | Playa del Sardinero - Gta. Alcalde de Fabra  | 2                           |                             |
| 20120                                                                                                 | Playa del Sardinero - Playa Calahonda        |                             |                             |
| 17347                                                                                                 | Comunidad Canaria - Ctra. M-516              |                             |                             |
| 18595                                                                                                 | Ctra. M-516 - Urb. Coto de Las Encinas       | 565 567                     |                             |
| 08895                                                                                                 | Ctra. M-516 - Urb. El Monte de Las Encinas   | 565 567                     |                             |
| 08894                                                                                                 | Ctra. M-516 - P.º Pino Centinela             | 565 567                     |                             |
| 12296                                                                                                 | Ctra. Majadahonda - Est. Boadilla Centro     | 566 567 571 573 574 575 1 2 | Boadilla Centro             |
| 15066                                                                                                 | Ctra. Majadahonda - Av. Adolfo Suárez        | 566 567 571 573 574 575 1 2 |                             |
| 17479                                                                                                 | Ctra. Majadahonda - Guardia Civil            | 566 567 575 2               |                             |
| 17170                                                                                                 | Ctra. Villaviciosa - Est. Ferial de Boadilla | 566 567 575 2               | Ferial de Boadilla          |